# طبقة ثنائية

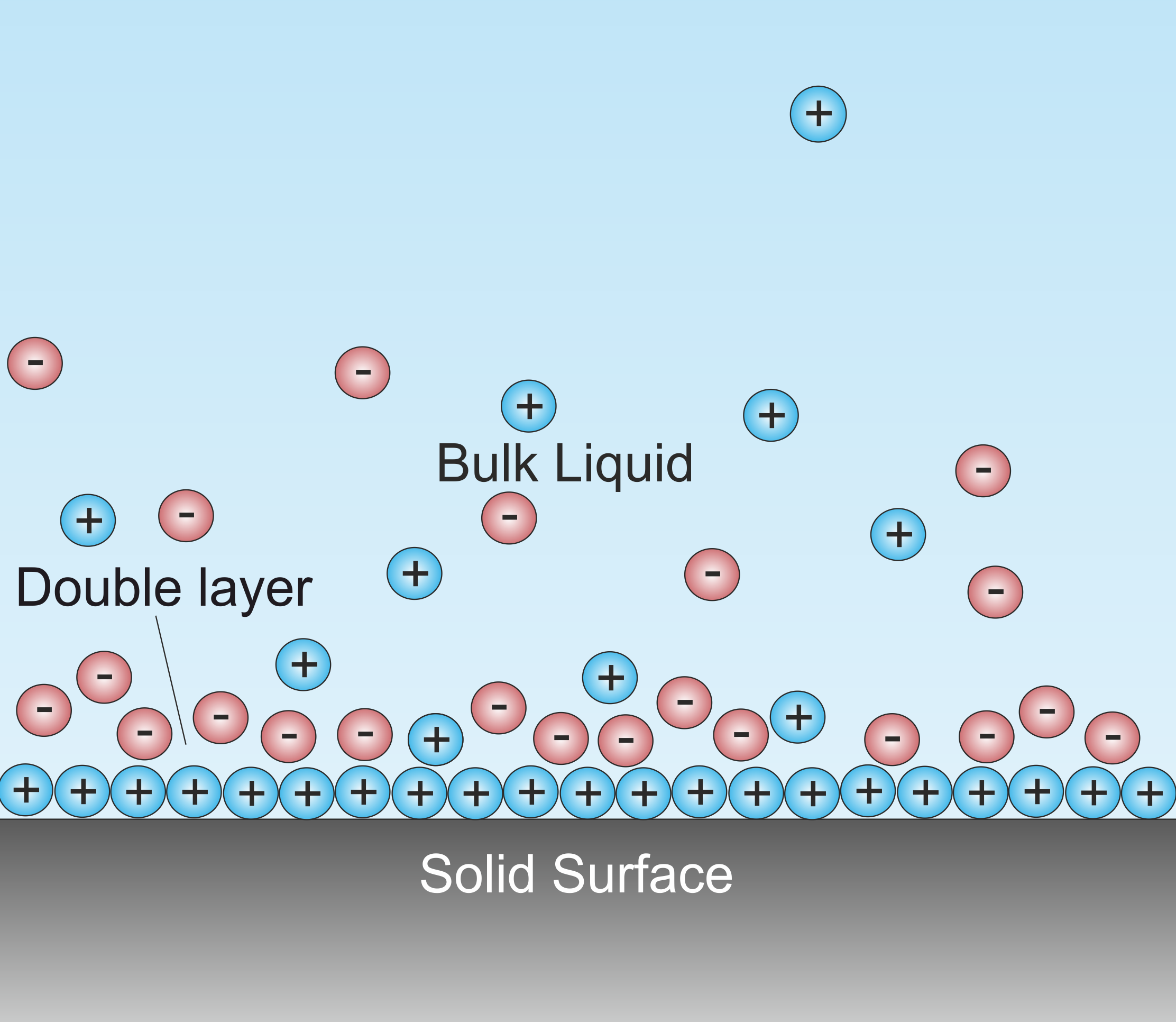
رسم تخطيطي للطبقة الكهربائية الثنائية (EDL) في محلول مائي في الواجهة مع سطح مشحون سالب من مادة صلبة معدنية.

في علم الأسطح، الطبقة الثنائية أو المزدوجة (DL)، وتسمى أيضًا الطبقة الكهربائية الثنائية (EDL) هي منطقة تُلاحظ عند سطح جسم ما فاصل بين طورين، سائل وصلب، وتتكون من طبقتين تحملان شحنات كهربائية متعاكسة، وقد يكون الجسم عبارة عن جسيم صلب أو فقاعة غاز أو قطرة سائلة أو جسم مسامي. وتتكون الطبقة الأولى، الشحنة السطحية (سواء كانت موجبة أو سالبة)، من أيونات يتم امتصاصها على الجسم بسبب التفاعلات الكيميائية. وتتكون الطبقة الثانية من أيونات تنجذب إلى شحنة السطح عن طريق قوة كولوم، والتي تقوم بغربلة الطبقة الأولى كهربائيًا.